# Tyrrell 004
O 004  é o modelo utilizado da Tyrrell na temporada de 1972 nos GPs: Mônaco, França e Estados Unidos, na África do Sul de 1973 e África do Sul de 1974 de F1. Conduzido por: Jackie Stewart, Patrick Depailler e Eddie Keizan.

## Resultados[1]
(legenda) 
| Ano  | Chassi | Motor                | Nº | Pilotos           | 1   | 2   | 3    | 4   | 5   | 6    | 7   | 8   | 9   | 10  | 11  | 12  | 13  | 14  | 15  | Pontos   | Posição |  |
| ---- | ------ | -------------------- | -- | ----------------- | --- | --- | ---- | --- | --- | ---- | --- | --- | --- | --- | --- | --- | --- | --- | --- | -------- | ------- |  |
|      |        |                      |    |                   |     |     |      |     |     |      |     |     |     |     |     |     |     |     |     |          |         |  |
|      |        |                      |    |                   | ARG | RSA | ESP  | MON | BEL | FRA  | GBR | GER | AUT | ITA | CAN | USA |     |     |     |          |         |  |
| 1972 | 004    | Ford Cosworth DFV V8 | 1  | Jackie Stewart    |     |     |      | 4 G |     |      |     |     |     |     |     |     |     |     |     | 31 (51)* | 2°      |  |
| 1972 | 004    | Ford Cosworth DFV V8 | 8  | Patrick Depailler |     |     |      |     |     | NC G |     |     |     |     |     |     |     |     |     | 31 (51)* | 2°      |  |
| 1972 | 004    | Ford Cosworth DFV V8 | 3  | Patrick Depailler |     |     |      |     |     |      |     |     |     |     |     | 7 G |     |     |     | 31 (51)* | 2°      |  |
|      |        |                      |    |                   |     |     |      |     |     |      |     |     |     |     |     |     |     |     |     |          |         |  |
|      |        |                      |    |                   | ARG | BRA | RSA  | ESP | BEL | MON  | SWE | FRA | GBR | NED | GER | AUT | ITA | CAN | USA |          |         |  |
| 1973 | 004    | Ford Cosworth DFV V8 | 26 | Eddie Keizan      |     |     | NC G |     |     |      |     |     |     |     |     |     |     |     |     | N/A      | N/A     |  |
|      |        |                      |    |                   |     |     |      |     |     |      |     |     |     |     |     |     |     |     |     |          |         |  |
|      |        |                      |    |                   | ARG | BRA | RSA  | ESP | BEL | MON  | SWE | NED | FRA | GBR | GER | AUT | ITA | CAN | USA |          |         |  |
| 1974 | 004    | Ford Cosworth DFV V8 | 32 | Eddie Keizan      |     |     | 14 F |     |     |      |     |     |     |     |     |     |     |     |     | N/A      | N/A     |  |

↑1  Cevert marcou 6 pontos no Tyrrell 002 e Stewart marcou 24 pontos no Tyrrell 003 e 18 pontos no Tyrrell 005.